# Шолпанський сільський округ
Шолпа́нський сільський округ (каз. Шолпан ауылдық округі, рос. Шолпанский сельский округ) — адміністративна одиниця у складі Урджарського району Абайської області Казахстану. Адміністративний центр та єдиний населений пункт — село Шолпан.
Населення — 1051 особа (2021; 1412 у 2009, 1608 у 1999, 2446 у 1989).
Станом на 1989 рік існувала Шолпанська сільська рада (села Жанама, Костерек, Ойтас, Шинирау) з центром у селі Жанама колишнього Таскескенського району.

## Склад
До складу округу входять такі населені пункти:
| Населений пункт | Старі назви | Населення, осіб (1989) | Населення, осіб (1999) | Населення, осіб (2009) | Населення, осіб (2021) |
| --------------- | ----------- | ---------------------- | ---------------------- | ---------------------- | ---------------------- |
| Костерек, село  | Кос-Терек   | 191                    | 59                     | -                      | -                      |
| Ойтас, село     | -           | 248                    | 24                     | -                      | -                      |
| Шинирау, село   | Откорм      | 289                    | 51                     | -                      | -                      |
| Шолпан, село    | Жанама      | 1718                   | 1474                   | 1412                   | 1051                   |